# Pitt et Kantrop
Pitt et Kantrop est une série télévisée d'animation française en 26 épisodes de 26 minutes, créée par Isabeau Merle, Fethi Nedjari et Gaëlle Salomon, réalisée par Claude Allix et diffusée à partir du 17 décembre 2005 sur France 3.
Au Québec, la série a été diffusée à partir du 11 septembre 2006 sur Télé-Québec.

## Synopsis
Cette série qui s'adresse aux enfants âgés de 6 à 12 ans met en scène les aventures préhistoriques de Pitt, un jeune garçon, et de Kantrop, son fidèle ptérodactyle. 
Pitt n'a qu'une idée en tête : faire sortir les membres de sa tribu, les Pithèques, de l'âge de pierre !

## Fiche technique
- Réalisateur : Claude Allix
- Auteur/Adaptateur (VF) : Gilles Coiffard
- Musique : Eric Allouche/Frank lebon
- Interprète du générique français : Gilles Coiffard
- Auteur graphique : Gaelle Salomon

## Distribution
- Odile Schmitt
- Michel Dodane
- Evelyne Grandjean
- Christian Pélissier
- Michèle Bardollet
- Marc Saez
- Nathalie Bienaimé
- Patrick Pellegrin

## Épisodes
1. La faim justifie les moyens
2. La guerre des Pithèques n’aura pas lieu
3. Un toit pour les Pithèques
4. Zoo Pithèque
5. La fin est proche !
6. La perle ne fait pas le bonheur
7. Stef, le hibou !
8. Mais c’est pour rire !
9. Les yeux du Grand Chef
10. La lance sacrée
11. C’est le printemps !
12. Le Mashamana
13. La roue tourne
14. Tu es grand, maintenant
15. Le grand fossé
16. Un couple moderne
17. La rançon
18. Table pour 15
19. Le jeu de l’outre
20. Pitt le sauveur
21. Pitt la scoumoune
22. C’est les vacances
23. Abracadapitt !
24. L’épreuve du feu
25. L’arme secrète
26. Un chef pour tous, tous pour un chef !

## Produits dérivés

### DVD
- Pitt & Kantrop - Volume 1 (8 mars 2006) (ASIN B000E5OB1K)